# St. Leonhard (Wittislingen)

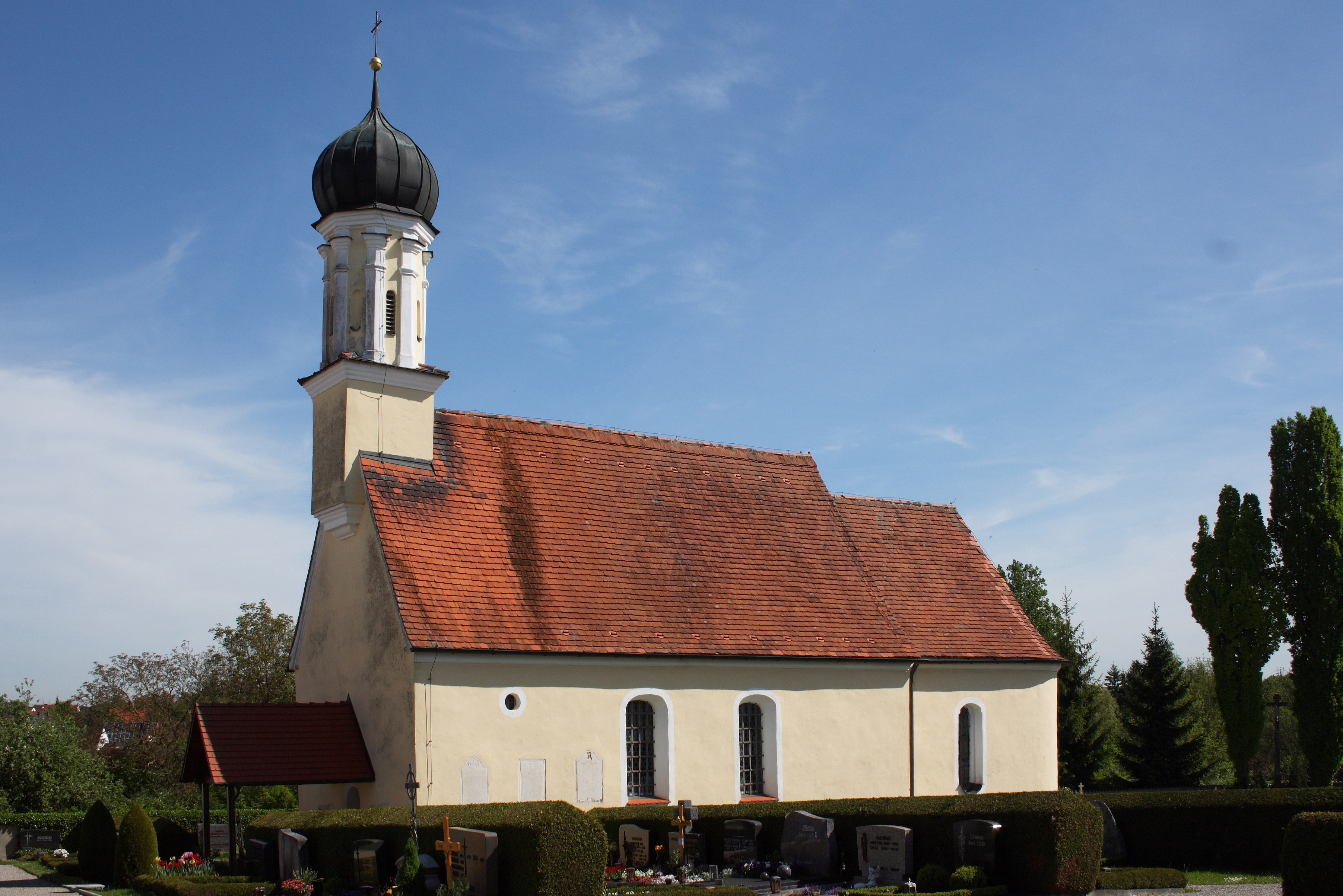
St. Leonhard in Wittislingen

Die römisch-katholische Friedhofskapelle St. Leonhard steht in Wittislingen, einem Markt im schwäbischen Landkreis Dillingen an der Donau von Bayern. Das Bauwerk ist in der Liste der Baudenkmäler in Wittislingen als Baudenkmal unter der Nr. D-7-73-183-2 eingetragen. Sie ist dem heiligen Leonhard von Limoges gewidmet.

## Beschreibung

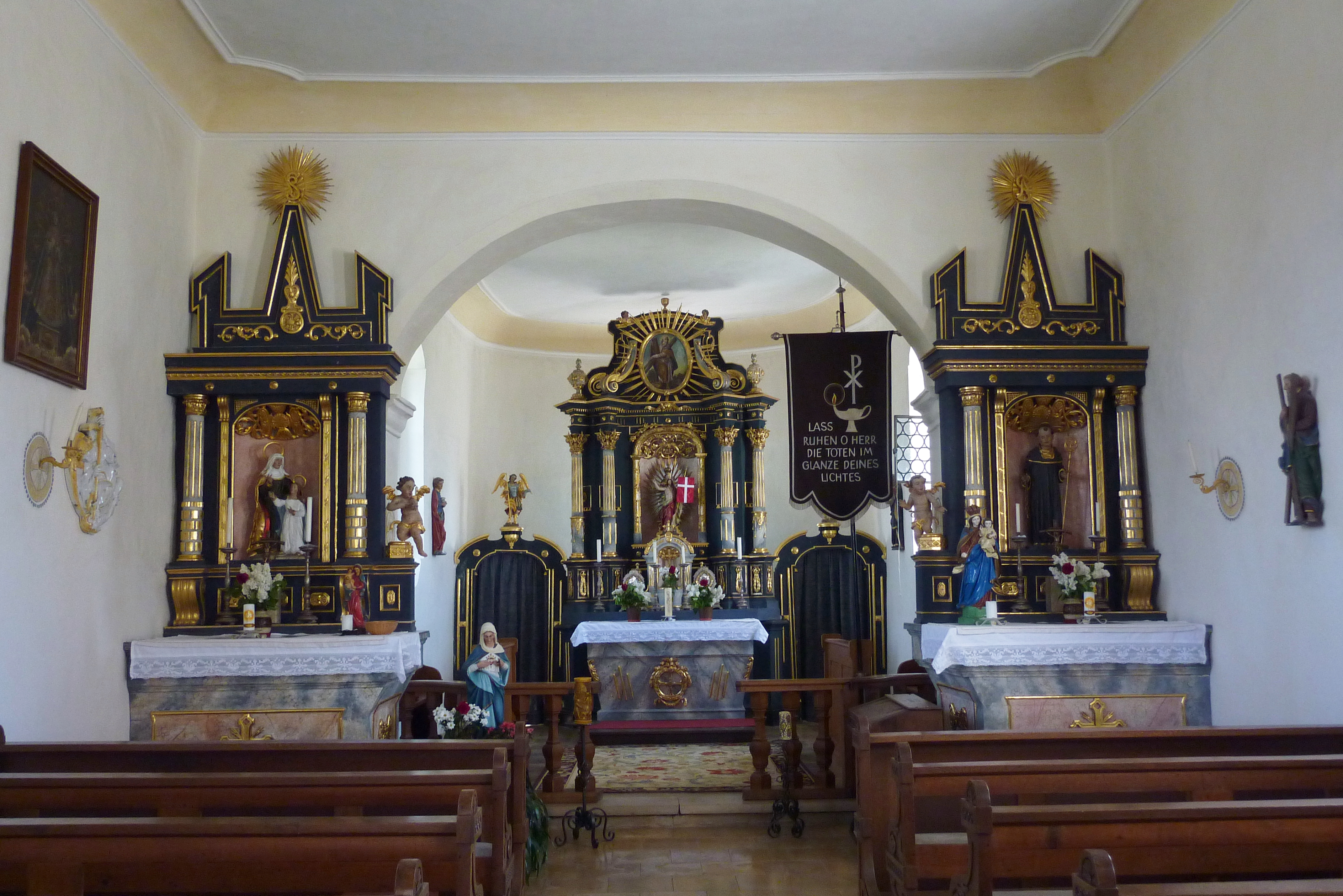
Innenraum

Die im 17. Jahrhundert erbaute, einstige Andreaskapelle besteht aus einem Langhaus und einem eingezogenen, korbbogig geschlossenen Chor im Osten. Über der Fassade im Westen erhebt sich ein quadratischer Giebelreiter, auf dem ein Obergeschoss mit Pilastern an den acht Ecken sitzt, und der mit einer Zwiebelhaube bedeckt ist. Der Innenraum des Langhauses ist mit einer Flachdecke überspannt. Die Deckenmalereien im Langhaus wurden erst 1918 ausgeführt und erzählt von der Erweckung der Tochter des Jaïrus. Der klassizistische, beidseitig von je zwei Säulen flankierte Hochaltar wurde Ende des 18. Jahrhunderts aufgestellt, der in der Mittelnische des Hochaltars eine Figur der hl. Mutter Gottes (17. Jh.) zeigt. Der hl. Andreas wird über dem Gebälk auf einem in Öl gemalten Ovalbild dargestellt.